# Beiersdorf
Beiersdorf AG — немецкая компания, производитель средств по уходу за кожей. Штаб-квартира расположена в Гамбурге.

## История
Компания была основана 28 марта 1882 году Карлом Паулем Байерсдорфом для производства разработанного им гуттапласта — клейкой повязки из марли и гуттаперчи, патент на который он получил в тот же день. В 1890 году компания была куплена фармацевтом и бизнесменом Оскаром Тропловицем. Он расширил производство, а в 1901 году начал выпуск нового продукта — лейкопластыря, который отличался от гуттапласта добавлением оксида цинка, снимавшего раздражение кожи от контакта с резиновой клеющей массой. Также в этот период Тропловиц начал производство клейкой ленты для технических целей и первой в мире зубной пасты. В 1909 году началось производство бальзама для губ Lobello. Бренд Nivea (с лат. — снег) начал использоваться в 1905 году сначала для мыла, а с 1910-х годов — для крема для кожи.
В 1892 году начались поставки продукции компании в США, в 1898 году — в Австро-Венгрию, в 1909 году было открыто представительство в Великобритании. К 1914 году продукция Beiersdorf продавалась в 29 странах, зарубежные продажи приносили 42 % выручки, однако полностью прекратились с началом Первой мировой войны. В 1921 году начались продажи лейкопластырей под брендом Hansaplast. В 1927 году компания вышла на фармацевтический рынок, начав продажу препарата Pandigal на основе дигиталиса. В 1935 году компания начала выпуск скотча, с 1941 года для него начал использоваться бренд tesa.
В 1950-х годах были запущены новые бренды: 8x4 (мыло), pH5-Eucerin (крем для кожи) и Atrix (глицериновый крем для рук). Однако Nivea оставалась основной торговой маркой, в 1970-х и 1980-х годах под ней начали выпускаться средства для ухода за волосами и для бритья, косметика для детей и различные кремы для кожи. В 1952 году 25 % акций компании купила страховая группа Allianz, а в 1978 году такой же пакет акций купила Tchibo Frisch-Rost Kaffee.

## Собственники и руководство
Контрольный пакет акций Beiersdorf принадлежит Maxingvest AG, материнской компании Tchibo, которая известна благодаря одноимённому растворимому кофе.
Beiersdorf входит в число 30 крупнейших немецких акционерных компаний, по которым рассчитывается DAX (Deutscher Aktienindex, GER30) — главный индекс фондового рынка Германии.

## Деятельность
Подразделения по состоянию на 2022 год:
- косметика — средства для ухода за кожей (бренды Nivea Labello, 8x4, SBT, La Prairie, Slek и Florena), средства для ухода за волосами (Nivea), пластыри (бренды Hansaplast и Elastoplast), дерматологическая продукция (Eucerin), 81 % выручки;
- Tesa — лейкопластыри, перевязочные материалы, скотч под брендом Tesa, 19 % выручки.

По доле в выручке основными регионами деятельности в 2022 году были Европа (44 %), Азия, Африка и Австралия (32 %), Америка (24 %).

## Бренды
Торговые марки, принадлежащие Beiersdorf
- NIVEA — флагманский бренд Beiersdorf, средства для ухода за кожей;
- Eucerin — аптечная уходовая косметика;
- La Prairie — люксовая косметика;
- Labello — бальзамы для губ;
- Hansaplast — пластыри;
- 8x4 — дезодоранты;
- Florena — уходовая косметика;
- Coppertone — защита от солнца;
- HIDROFUGAL — антиперспиранты;
- SKIN STORIES — уход за татуировками;
- FLORENA Fermented Skincare — уходовая косметика;
- tesa — клейкие ленты для строительства, электроники, промышленного производства.